# Anderitum (Gaule)
Vous lisez un « bon article » labellisé en 2020.
Pour les articles homonymes, voir Pevensey et Anderitum (Grande-Bretagne).
Anderitum, mentionnée sous la forme ad Gabalos vers la fin du IIIe siècle puis Javols au cours des siècles suivants, est une ville gallo-romaine située dans le département français de la Lozère, sur les terres de l'actuelle commune de Peyre en Aubrac. Elle est le chef-lieu de la civitas des Gabales de la fin du Ier siècle av. J.-C. au Ve siècle apr. J.-C. environ.
Faisant suite à une implantation laténienne sans doute assez diffuse et située en partie hors du site de la ville antique, Anderitum est vraisemblablement fondée, comme de nombreuses capitales de civitates, sous le règne d'Auguste, au cours des deux dernières décennies du Ier siècle av. J.-C. Au IIe siècle, à son extension maximale, la ville couvre une quarantaine d'hectares et compte une population estimée à quelques milliers d'habitants. Outre plusieurs habitations dont trois domus bien identifiées, elle comprend un amphithéâtre ou plus probablement un théâtre-amphithéâtre, deux établissements thermaux et un centre civique comportant un forum, une curie ainsi qu'une basilique. Le centre urbain est organisé dans un réseau de rues orthogonal. Son apogée est de courte durée et la ville semble régresser dès le siècle suivant : Anderitum fait ainsi partie des « capitales éphémères » de la Gaule romaine. Le chef-lieu est transféré au Moyen Âge vers la ville de Mende qui renforce à cette occasion son poids politique et économique en devenant également siège du diocèse. C'est à partir de cette période que la ville antique fait place au bourg de Javols.
Des explorations puis des fouilles archéologiques, longtemps circonscrites au cœur de la ville, s'y déroulent dès le XIXe siècle. Les vestiges du centre monumental d'Anderitum sont inscrits comme monuments historiques en 1954, le reste du site bénéficiant de la même protection en 1991. Une mise en valeur paysagère restituant le réseau de rues de l'agglomération et des opérations de restauration des vestiges les plus significatifs améliorent les conditions de visite. Les technologies de réalité virtuelle proposent également une restitution de la ville antique.

## Toponymie
L'étymologie du type toponymique Anderitum communément admise par les toponymistes et les linguistes spécialistes du celtique est basée sur deux racines du vieux celtique continental (gaulois) : ande + rito- avec désinence latine -um. Cela signifierait « au devant du gué » ou plutôt « grand gué », ande (and-, ando) étant aussi une particule intensive. On note que l'élément ande se retrouve également dans le nom propre « auvent », le vieux provençal amban, « ouvrage de fortification avancée », le languedocien embans « auvent de boutique » du gaulois *ande-banno-. L'élément rito- « gué » (cf. ancien gallois rit > gallois rhyd : gué) est rencontré fréquemment dans la toponymie gauloise. Il explique certaines terminaisons en -or- (Jort, Gisors, etc.) et également certains -roy ou -ray (cf. Gerberoy, Longroy, Mauray, Mauroi) qui sont liés, sans doute, à sa survivance tardive en proto-roman du Moyen Âge dans le nord de la France.
C'est sans doute vers la fin du IIIe siècle que le nom de la ville apparaît dans le syntagme ad Gabalos. — l'évolution en langue d'oc Gaboul est attestée au XIIIe siècle — ce qui signifie simplement la « ville des Gabales » ; ce phénomène est assez fréquent en Gaule romaine où, à la même époque, les chefs-lieux de cité reprennent le nom du peuple (Tours, antique Caesarodunum, est rebaptisée Turones, qui signifie « chez les Turons », idem pour Beauvais, Le Mans, Limoges, Périgueux, etc.),.

## Contexte historique et géographique

### Fondation issue d'une volonté politique

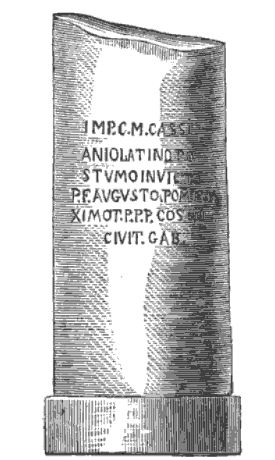
Borne milliaire de Javols.

La civitas des Gabales (en rouge) et son réseau routier antique.

Le peuple des Gabales est cité par Jules César, comme « client » des Arvernes dans les Commentaires sur la Guerre des Gaules (VII, VII, 2 et VII, LXXV, 2). La décision, prise par Auguste, de créer la civitas des Gabales aux portes du territoire des Arvernes et de fonder Anderitum comme son chef-lieu répond sans doute à la volonté de rompre ce lien de dépendance et de limiter l'importance géographique et démographique, et donc le poids politique, des Arvernes.
Si l'assimilation d'Anderitum à Javols est unanimement reconnue depuis le XXe siècle, il n'en a pas toujours été ainsi. Dans les années 1820, par exemple, Charles Athanase Walckenaer soutient une position différente : pour lui, Anderitum est devenue Anterrieux, dans le Cantal. La découverte fortuite d'une borne milliaire en 1828 alors que l'on recherchait des pierres pour restaurer l'église, met un terme à la discussion. La borne porte en effet la mention : « Sous le règne de l'empereur César Marcus Cassianius Latinius Postumus, invincible, pieux, heureux, Auguste, grand pontife, revêtu du pouvoir tribunicien, père de la patrie, 4 fois consul, la cité des Gabales ». Une telle dédicace, « signée » collectivement par la cité, ne se conçoit que dans son chef-lieu.

### Nœud routier important

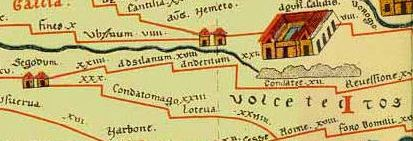
Anderitum sur la table de Peutinger.

La ville figure sur la table de Peutinger entre les stations de Condate (Pont de Vabres à l'ouest d'Alleyras) au nord-est et d'Ad Silanum (Puech Crémat-Bas au sud de Nasbinals) au sud-ouest sur la voie reliant Reuessione (pour Ruessium/Saint-Paulien) à Segoduni (pour Segodunum/Rodez). Le nom d'Anderitum est en outre mentionné par Claude Ptolémée sous la forme grecque Andérèdon (Άνδέρηδον) au IIe siècle (Géographie, II, 7, 11) et par l'Anonyme de Ravenne comme Andereton au VIIe siècle (Cosmographie, IV, 26).
Anderitum est une étape importante sur la voie nord-est—sud-ouest qui depuis Lugdunum (Lyon) mène chez les Rutènes dont le chef-lieu est Segodunum. Cette voie croise à Anderitum un autre axe, nord—sud, reliant Clermont-Ferrand au Languedoc et à la mer Méditerranée. Anderitum est la seule agglomération importante dans la partie nord de la cité gabale, autour de laquelle rayonne le réseau routier. Deux autres voies, hypothétiques, pourraient conduire à Banassac puis Millau et à Mende puis Nîmes. Anderitum peut avoir été installée au croisement de voies préexistantes, comme il est possible que ces voies n'aient été tracées qu'après la fondation de la ville.

### Vallon cerné par des collines

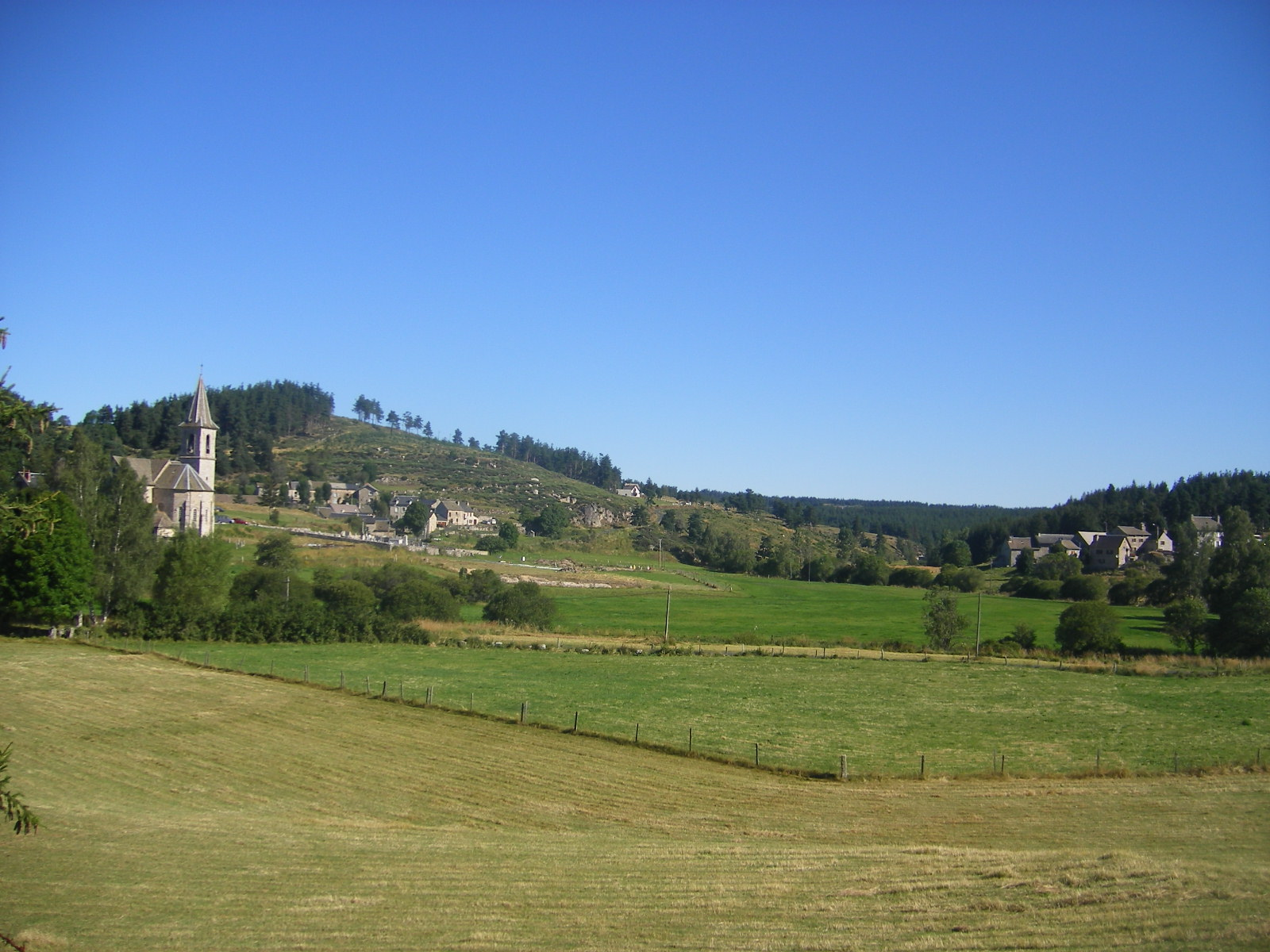
Le site de Javols.

Le site est établi dans la vallée, localement élargie, du Triboulin, affluent de la Truyère, mais il s'étend également jusqu'à mi-hauteur sur des reliefs environnants, pour une altitude variant de 972  à   1 015 m. Ces dispositions topographiques ont conduit à l'aménagement de terrasses pour y asseoir certaines des constructions, soit par décaissement du substrat naturel, soit par remblai. Le Triboulin, qui coule du sud au nord, est canalisé pendant l'Antiquité dans sa traversée du site par l'établissement des « quais de Javols » ; il reprend son cours naturel dès que la ville décline et, à l'époque contemporaine, le niveau moyen du ruisseau a monté d'au moins 1,5 m par rapport à l'Antiquité. C'est sans doute son régime saisonnier, caractérisé par des crues de type torrentiel, qui impose cet aménagement. En outre, des chenaux pré-romains fossiles sont observés dans le centre monumental, signe que le cours du Triboulin s'est déplacé naturellement au cours des siècles.
Les environs d'Anderitum paraissent déjà fortement déboisés dès La Tène et à l'époque antique coexistent forêts mixtes, prairies et cultures de céréales mais aussi de vigne. Les bois travaillés et sans doute abattus sur place sont principalement du hêtre commun, du sapin et du pin sylvestre, mais aussi, dans une moindre mesure, du chêne et du noisetier.

## Historique

### Occupation pré-romaine

Implantations laténiennes sur le site de Javols.

L'occupation de la région d'Anderitum jusqu'à l'âge du fer n'est attestée que par des outils en pierre du Paléolithique (biface grossier) ou du Néolithique (silex taillés) et par la présence d'une structure de combustion sur les hauteurs occidentales du site (Néolithique final-Chalcolithique).
L'âge du bronze ainsi que le Halstatt semblent mal documentés et ce n'est qu'à l'époque de La Tène que le site est colonisé de manière plus durable. La nature et l'ampleur de cette occupation, certaine à partir du IIe siècle av. J.-C., restent cependant à définir ; il ne s'agit certainement pas d'un oppidum important pouvant jouer le rôle d'une « capitale », mais d'habitats répartis sur les hauteurs environnantes dont celui de la colline du Barry, au sud, est sans doute à caractère cultuel. S'y ajoute une occupation de la plaine assez diffuse mais étendue et constante, signalée par des monnaies gauloises et républicaines, des tessons de céramique non tournée, des amphores italiques. Une partie de ces artéfacts a toutefois pu être entraînée par l'érosion depuis les collines jusqu'au fond de la vallée. Des sites périurbains témoignent aussi d'une occupation laténienne qui perdure jusqu'au IIIe siècle apr. J.-C. au moins.

### Fondation augustéenne

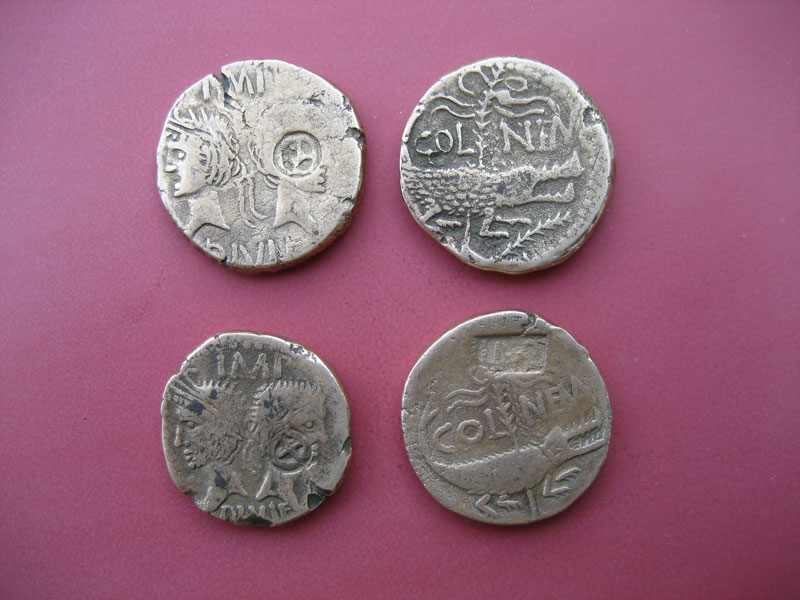
Dupondii de Nîmes.

La fondation romaine d'Anderitum, sous forme d'une ville structurée, remonte probablement au règne d'Auguste, vers l'an 15 av. J.-C., comme pour de nombreuses capitales de cités ; l'empereur effectue alors son troisième voyage en Gaule. Les indices archéologiques (tronçons de voirie) et les monnaies (nombreux dupondii de Nîmes) confirment cette datation bien que les bâtiments de l'époque ne soient pas connus ; seuls quelques éléments architecturaux ont survécu, en remploi dans des constructions un peu plus récentes. Le choix du lieu, excentré par rapport au territoire de la cité, reste inexpliqué.
Quelques années plus tard, dès le début de notre ère, une partie du quadrillage urbain est mis en place, le centre civique (forum, curie) est construit et des habitations privées sont édifiées en parallèle à des opérations visant à assainir une zone marécageuse sur la rive gauche du Triboulin. Cette chronologie, qui ne repose cependant que sur des indices assez ténus, rapprocherait Anderitum de beaucoup d'autres villes de la Gaule.

### Apogée sous le Haut-Empire
Une phase d'urbanisation très active a lieu dans la seconde moitié du Ier siècle, sous la dynastie flavienne. Elle se traduit par le renforcement du réseau des rues, la construction des premiers états des bâtiments publics (thermes de l'ouest) et de la plupart des demeures privées. L'exploitation de carrières de granite aux limites de la ville répond alors à la nécessité de fournir les matériaux de construction ; au moins l'une des deux nécropoles connues est alors mise en service. Il s'agit là encore d'une évolution assez classique, commune à beaucoup de villes gallo-romaines.
Pendant le IIe siècle, les premiers bâtiments sont reconstruits ou aménagés (centre civique, thermes de l'ouest) et d'autres édifiés (thermes de l'est, bâtiments privés). Des ateliers artisanaux commencent à fonctionner, en ville comme en périphérie, et une décharge urbaine entre en service. C'est l'apogée de la ville d'Anderitum qui correspond probablement aux règnes d'Hadrien et d'Antonin le Pieux. Le chef-lieu de la civitas des Gabales s'étend peut-être alors sur 35  à   40 hectares dont 5,8 ha plus densément construits et dotés d'une voirie organisée sur la rive gauche du Triboulin. La population d'Anderitum peut atteindre quelques milliers d'habitants.

### Rétraction à partir du Bas-Empire

#### Déclin progressif

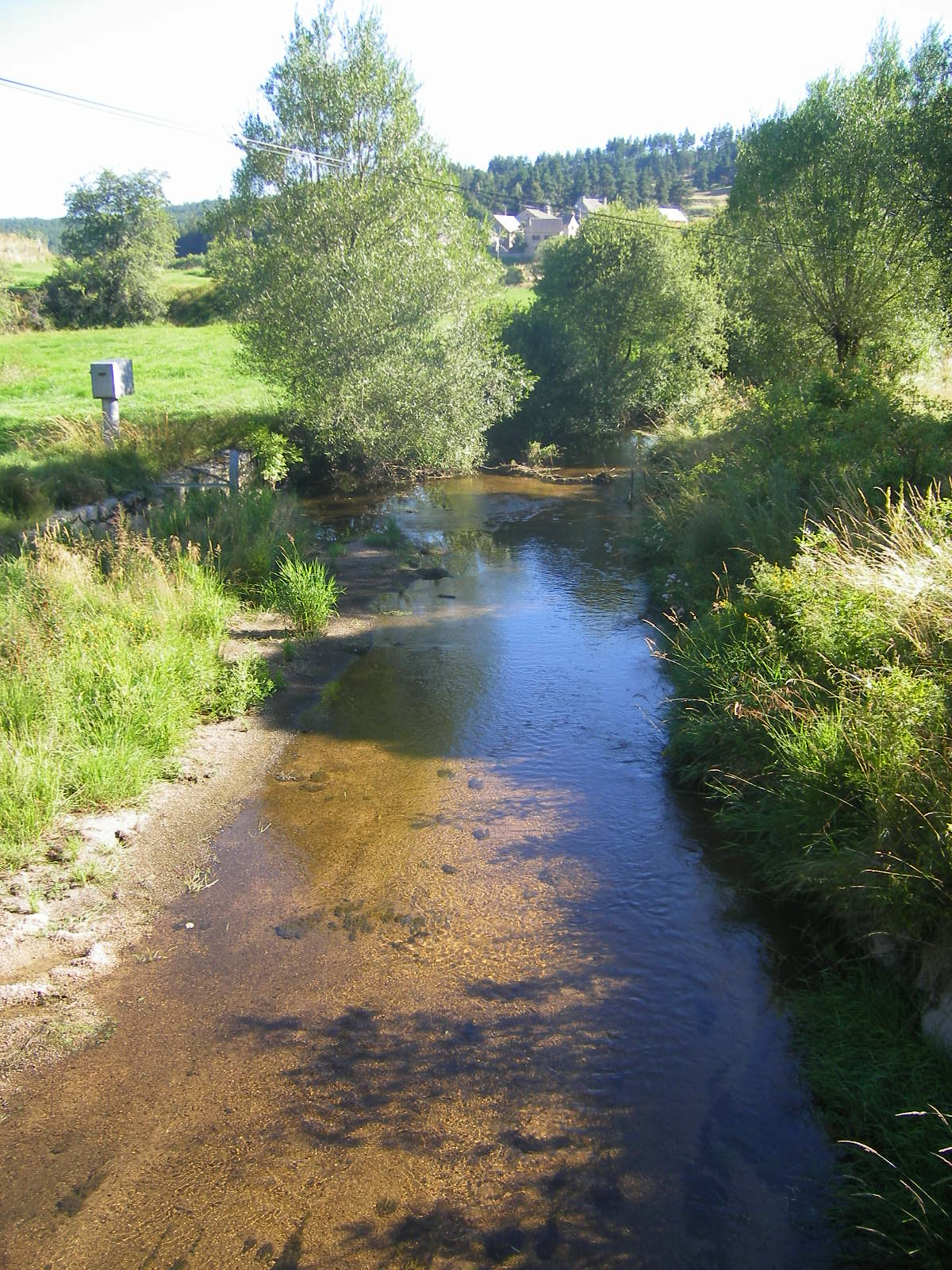
Le Triboulin à Javols.

Dès la fin du IIe siècle, la ville semble toutefois commencer à décliner. Dans le centre comme en périphérie, une partie des bâtiments semble être victime d'incendies entre la fin du IIe siècle et la fin du IIIe siècle. Ces incendies sans doute d'origines accidentelles et sans lien avec d'éventuelles « invasions barbares » (bien trop tardives et de plus jamais attestées à Anderitum, contrairement aux affirmations d'érudits du XIXe siècle) endommagent ou détruisent des édifices qui ne sont, dans leur majorité, pas reconstruits ou rétablis de manière plus modeste. Le phénomène est également observable sur les habitats périurbains : le local de stockage d'une domus, dans le secteur du Barry, détruite (par incendie elle aussi) au début du IIe siècle n'est pas relevé de ses ruines. L'emprise de la ville se réduit à partir du IIIe siècle. L'édifice de spectacles est détruit ou reconverti à la fin du IIIe siècle. Pour autant, la ville ne « meurt » pas et les indices d'une activité urbaine (entretien des rues principales et quartiers d'habitation) persistent jusqu'au Ve siècle. Le scénario d'un abandon brutal et massif puis d'une réoccupation partielle de la ville après l'incendie des IIe et IIIe siècles n'est pas vérifié.

#### Transfert des pouvoirs de Javols à Mende
Une église primitive existe peut-être dès le début du IVe siècle. Toutefois, contrairement à d'autres capitales de cités, dont sa voisine Rodez, Anderitum ne se dote pas d'une enceinte au Bas-Empire. La désaffection de la ville semble due au transfert du chef-lieu de la civitas vers Mende, qui est en même temps promue siège épiscopal, probablement vers 530-540, et qui accueille un pèlerinage actif à saint Privat. Pour autant, la chronologie exacte de ce glissement et les conséquences qu'il a sur Anderitum sont encore mal connues ; Banassac est peut-être, temporairement, siège de l'évêché après Javols et avant Mende.

#### Disparition de la ville antique
L'histoire de la ville est mal documentée dès le début du Haut Moyen Âge. L'emprise dans le « centre-ville » diminue au profit des occupations périphériques. La partie basse, proche du ruisseau, connaît à partir du VIe siècle des épisodes d'abandon urbain tandis que les couches archéologiques montrent une reconversion de cette zone au profit d'une activité agricole suggérée par la présence de terres noires. Un val du Triboulin devenu plus facilement inondable à compter du VIe siècle est l'une des raisons topographiques invoquées pour expliquer cette mutation ; une tradition locale fait d'ailleurs état de « l'engloutissement » de la ville dévastée par un dragon. Dès ce moment, le site antique disparaît du paysage urbain et la ville se déplace au sud-ouest. Les ruines sont certainement exploitées comme carrières de pierre. À partir des hauteurs, les pinèdes reprennent peu à peu possession des secteurs auparavant en culture sur les pentes.

### Romanisation d'une capitale éphémère
L'acculturation romaine marque de son empreinte la conception et l'architecture de la ville, mais aussi le mode de vie de ses habitants, la précocité et l'ampleur du phénomène dépendant toutefois du domaine concerné.
La fondation de la ville augustéenne, le plan orthogonal de son centre monumental, ses bâtiments publics (édifice de spectacles, thermes, forum) témoignent d'une profonde imprégnation des coutumes latines. Il est difficile de mesurer la manière dont la religion romaine a pu influer sur les pratiques locales, tant les témoignages archéologiques sont rares.

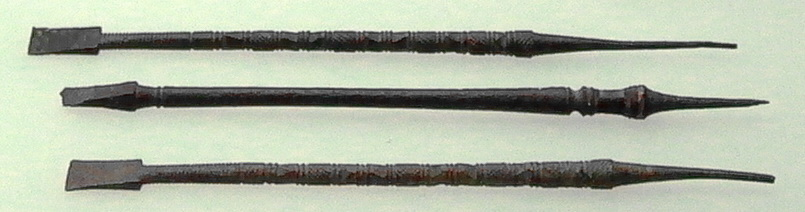
Stylets à écrire.

Les inscriptions épigraphiques sont rares et fragmentaires ; la découverte de nombreux stylets métalliques, de plusieurs tablettes en bois de sapin ainsi que la diversité des graffiti sur les poteries montrent cependant que l'écriture est utilisée de manière régulière et massive par les habitants d'Anderitum. L'évolution très progressive des habitudes domestiques (alimentation, vaisselle, toilette, vêtement) indiquent que les traditions « gauloises » se maintiennent assez longtemps et que l'introduction du mode de vie « à la romaine » (chaussures à semelles cloutées, vêtements fermés par des fibules, utilisation des lampes à huile, des marmites à pieds ou des couvercles de cuisine, consommation de viande bovine) ne commence à être effective que dans la seconde moitié du Ier siècle. La relative rareté des fibules peut cependant s'expliquer par un climat local rendant les vêtements cousus « à la gauloise » plus adaptés.
La romanisation d'Anderitum ne l'empêche cependant pas de perdre son statut de capitale de civitas comme une quarantaine d'autres, parmi une soixantaine environ issues de l'organisation administrative du territoire des Gaules par Auguste. Aucune de ces « capitales éphémères » ne s'est dotée, au Bas-Empire, d'une enceinte défensive, signe sans doute que leur déclin était déjà largement amorcé et pressenti comme irréversible. Si les causes profondes en demeurent inconnues, il est vraisemblable que le déclin d'Anderitum résulte de la conjugaison de facteurs religieux (perte de l'évêché), politiques (absence d'une personnalité locale forte) et climatiques (« petit âge glaciaire » de l'Antiquité tardive), ces derniers ayant des conséquences plus graves dans un pays de moyenne montagne.
Quelques jalons dans l'histoire d'Anderitum/Javols de l'âge du fer au Haut Moyen Âge.
■ Quelques dates de l'histoire de l'Antiquité et du Gévaudan 
■ Phase de construction ■ Phase de destruction ■ Histoire événementielle d'Anderitum/Javols
(Les dates avant Jésus-Christ sont mentionnées de manière négative : -100 correspond à 100 av. J.-C.)

## Fouilles archéologiques, études et aménagement du site

### Repères chronologiques

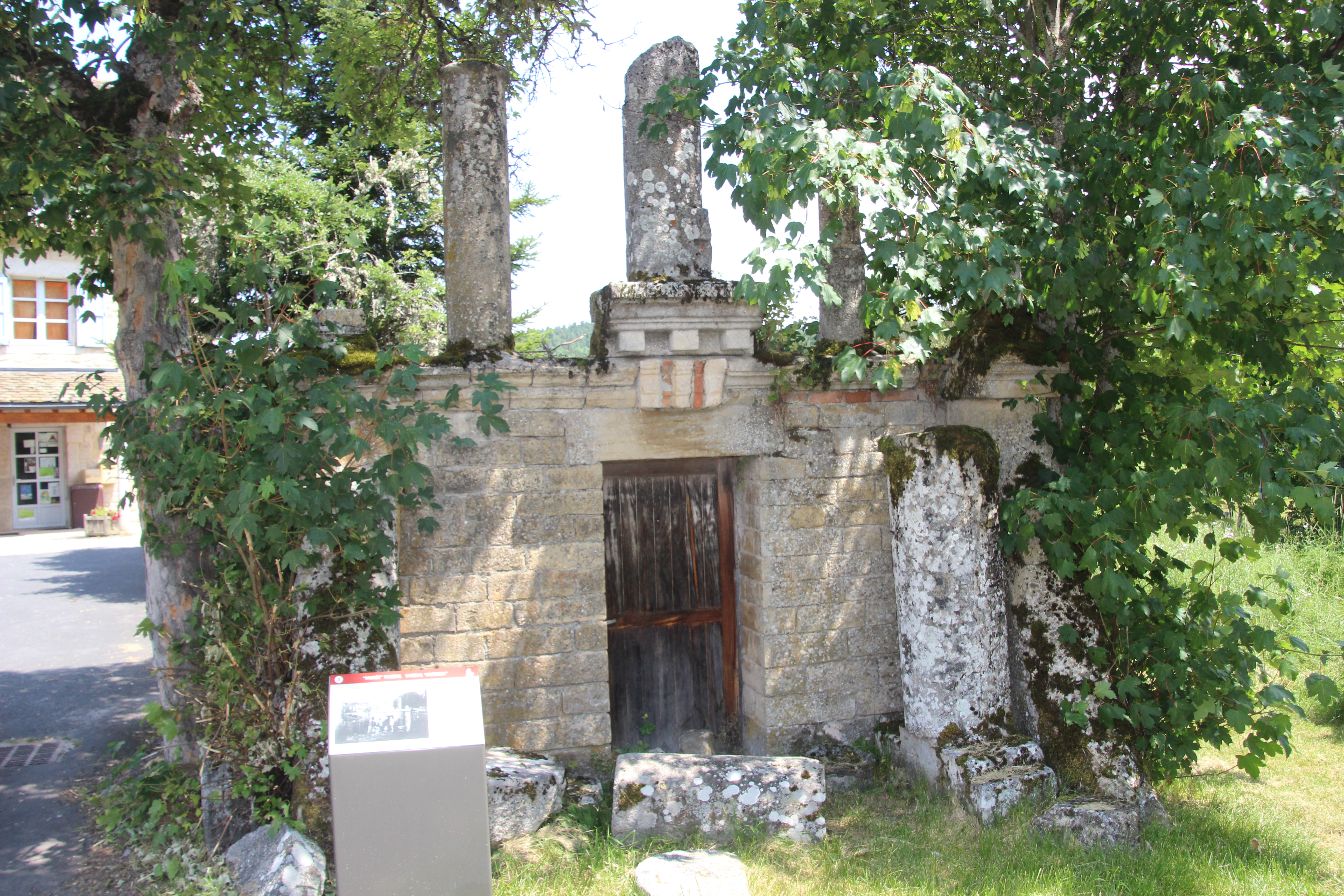
Ancien musée.

Le site et sa nature antique sont reconnus depuis le XVIIe siècle, ce que mentionne Jean-Baptiste L'Ouvreleul en 1724-1726 en évoquant les « quais romains ». Jean-Aimar Piganiol de La Force établit, en 1753, le lien entre Anderitum, l'évêché du Gévaudan et Javols ; il fait état des ruines antiques mais aussi du mobilier (médailles, urnes). Les premières études archéologiques, toutefois, n'ont lieu qu'à partir de 1828 après la découverte de la borne milliaire. Cette découverte, liée à la recherche semble-t-il assez systématique de blocs de remploi pour réparer des édifices, illustre la survivance dans la mémoire collective des habitants de l'existence d'une ville monumentale pouvant servir de carrière. Les recherches se poursuivent pendant tout le XIXe siècle. Après une pause de trois décennies, les fouilles reprennent juste avant la Seconde Guerre mondiale — la documentation en a presque totalement disparu —, puis en 1950 ; un petit musée est construit. Deux grands chantiers ont lieu de 1969 à 1978 et de 1987 à 1994. Quelques opérations ponctuelles de sauvetage sont engagées au début des années 1990. Presque toutes ces recherches se focalisent sur le centre monumental d'Anderitum.
En 1996, un programme collectif de recherches (PCR) est mis en place. Sous la responsabilité d'Alain Ferdière et Benoît Ode de 1996 à 2004 puis d'Alain Trintignac de 2005 à 2010,, ce chantier-école combine un bilan historique et archéologique par la relecture des sources existantes et la réalisation de sondages et de fouilles. Depuis 2010, les observations ponctuelles se poursuivent à la faveur d'opérations d'archéologie préventive.
Le musée archéologique de Javols est fondé en 1988. En 2012, la région Languedoc-Roussillon, propriétaire d'une partie du site, engage des travaux de mise en valeur paysagère du centre monumental, à destination des visiteurs. Plus récemment, les visites du site archéologique peuvent se faire avec des lunettes de réalité augmentée qui restituent l'emplacement et l'aspect des bâtiments antiques et une restitution 3D de l'agglomération est présentée sur le site de CITERES (unité mixte de recherche CNRS-Université de Tours).

### Spécificités des chantiers de fouilles à Javols
Les fouilles anciennes, jusqu'aux années 1970, n'ont pas été menées avec des méthodes et des moyens permettant de faire une totale confiance dans leurs conclusions. En outre, le mobilier recueilli lors de ces fouilles est dispersé ou même perdu. La nature très acide du sol accélère la disparition des éléments archéologiques calcaires (pierres de construction, poteries, ossements), l'épaisseur des colluvions amassés au pied des collines depuis l'Antiquité limite fortement les performances de la prospection aérienne et le phénomène de colluvionnement érode les substructions dans les parties hautes du site. La présence de nappes phréatiques proches de la surface, dans le centre monumental, est un réel obstacle à la conduite de fouilles sur des strates profondes ou pour de longues durées. Toutes ces particularités entraînent une perte irrémédiable d'informations archéologiques.
Par contre, l'abondance des colluvions protège les vestiges dans leurs parties basses et l'élévation de certaines structures est parfois conservée sur une hauteur de 2 m ; en outre, l'absence de constructions récentes au-dessus des vestiges archéologiques facilite l'accès aux strates plus anciennes qui sont d'autant mieux préservées des bouleversements,.

### Applications immersives
Le site archéologique de Javols-Anderitum inscrit à l'inventaire supplémentaire des monuments historiques est aujourd'hui en partie géré par la région Occitanie/Pyrénées Méditerranée, qui est devenue propriétaire en 2009. Dès 2012, elle lance un projet de mise en valeur du site visant à protéger les vestiges découverts et redonner vie à la ville romaine notamment via une approche paysagère, des aménagements et une application de réalité virtuelle.

## Anderitumdans l'Antiquité

Plan schématique d'Anderitum sous le Haut-Empire.

### Voirie et urbanisme
Si la ville, à son plus fort développement, peut couvrir une quarantaine d'hectares, seuls un peu moins de 6 ha dans la partie plane de la vallée du Triboulin sont organisés selon un plan orthogonal de voirie. C'est ainsi que deux decumani sont attestés et quatre au cinq autres supposés, et que trois cardines peuvent prendre place, l'existence de l'un d'entre eux n'étant qu'une simple hypothèse. Parmi toutes ces voies, aucune ne peut, au terme des recherches les plus récentes, prétendre au rang d'axe majeur (decumanus maximus et cardo maximus) de la cité. En-dehors de ce quadrillage, à l'écart du centre, les voies suivent les reliefs en s'insérant entre les différentes hauteurs qui environnent Anderitum. Les limites de la ville (pomerium) ne semblent pas être matérialisées par une enceinte ou un fossé.
Un aménagement des deux rives du Triboulin (« quais de Javols ») en gros blocs de granite sur au moins quatre rangées superposées canalise le ruisseau sur une largeur de 11 m dans la partie sud-est de l'agglomération ; les blocs de granite sont liés entre eux par des crampons de fer scellés au plomb. Ce dispositif est destiné à repousser le cours d'eau vers l'est et à augmenter la surface constructible ; la dénomination de « quais » est sans doute abusive : le Triboulin ne permet probablement pas une navigation nécessitant l'aménagement d'un véritable débarcadère. Un ou deux gués, donnant leur nom au site, sont peut-être aménagés sur le ruisseau, au nord et/ou au sud-ouest pour assurer la continuité des voies de circulation. Un pont au-dessus du Triboulin prolonge peut-être le cardo « central » dans l'axe de l'édifice de spectacles,.

### Monuments publics
Les monuments publics sont principalement construits en petit appareil de moellons de granite. Les blocs de grand appareil ne sont utilisés que dans certains cas bien précis : chaînages d'angle ou seuils, aménagements de berges, murs du forum. C'est aussi aux monuments publics que semble réservé l'emploi de matériaux « nobles » (calcaire, schiste, marbre, porphyre...). Les sols de ces édifices peuvent recevoir un dallage de calcaire (souvent récupéré lors de l'abandon du monument).

#### Centre civique
L'existence d'un forum à Anderitum n'est prouvée que depuis la fin des années 1990 grâce à des fouilles et à la prospection aérienne — les traces furent visibles pendant une très courte période. Certainement construit, dans son premier état, à l'époque augustéenne, il se présente sous la forme d'un espace de 70 × 50 m ouvert au nord et entouré, sur au moins deux de ses côtés, de portiques et de boutiques. Au nord se trouverait la curie dont le sol, dans l'un de ses états, présente une mosaïque au décor nid-d'abeilles ; elle s'ouvre sur le forum par une porte monumentale.
Au IIe siècle, l'ensemble est profondément remanié. Le forum est agrandi vers le sud et l'est et, au nord, le bâtiment interprété comme la curie est recoupé par la construction d'une basilique barrant l'extrémité nord du forum et dont les dimensions sont estimées à 50 × 23 m. Une voie (decumanus) sépare peut-être la basilique du forum.

#### Édifice de spectacles

Plan schématique du théâtre de Lillebonne.

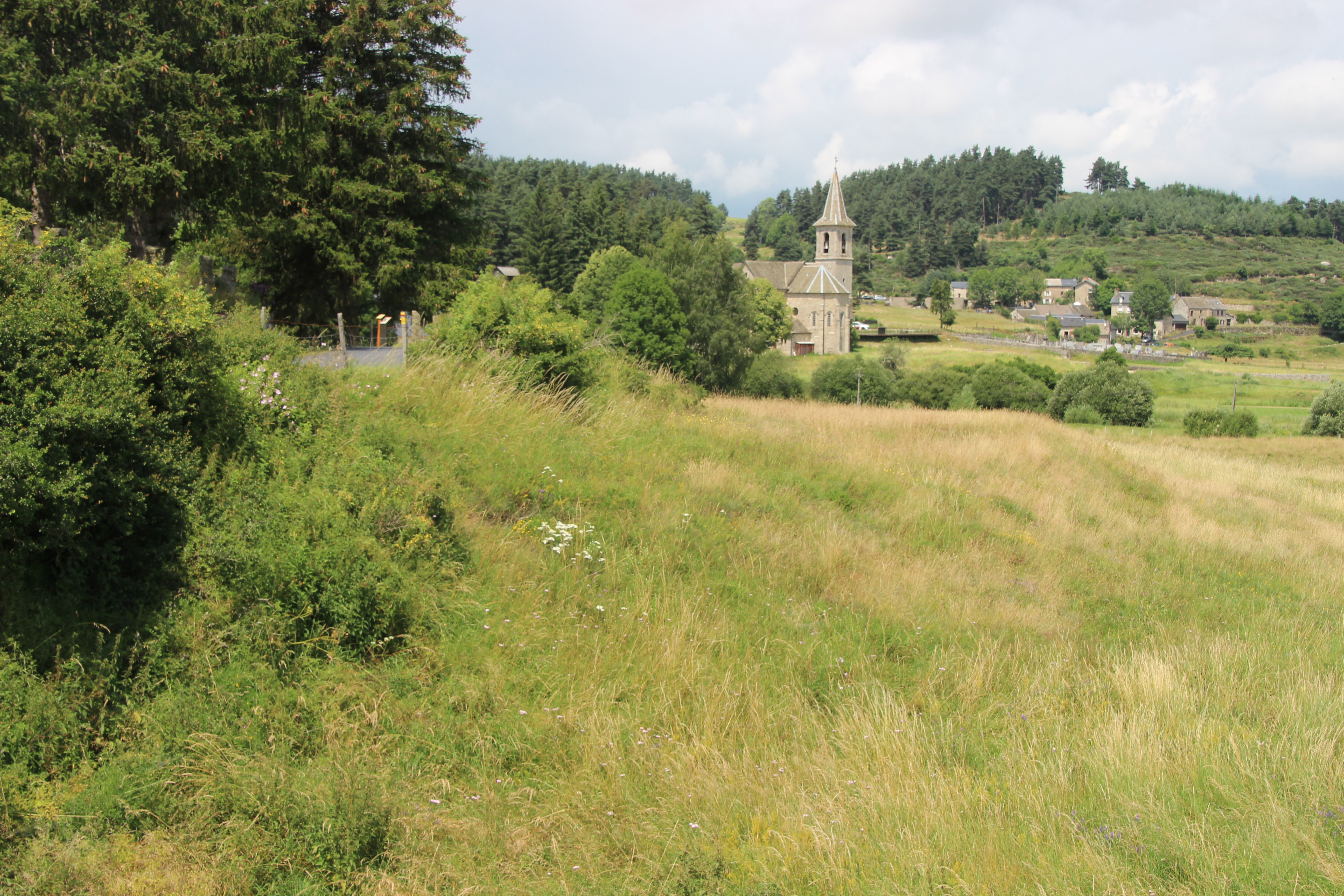
Butte renfermant les vestiges de l'édifice de spectacles.

Les vestiges d'un édifice de spectacles sont enfouis au versant et en bas de la colline de Barry (ou Barri) qui surplombe Anderitum au sud, sur la rive droite du Triboulin. Sa présence est suspectée depuis le milieu du XIXe siècle et l'observation de « pentes en demi-cercles ». En raison de la rareté de ses vestiges, sa nature fait encore débat. Il peut s'agir d'un amphithéâtre ou plus probablement d'un édifice mixte, à cavea incomplète mais à arène circulaire. Dans la première hypothèse, la partie méridionale de l'amphithéâtre est massive, adossée à la colline alors que la partie septentrionale est construite en élévation sur des voûtes maçonnées en berceau. Dans la seconde hypothèse, la cavea repose entièrement sur le flanc de la colline et seul le bâtiment de scène est construit en élévation. Dans les deux cas, la plus grande dimension du monument n'excède pas 80 m. Une partie du mur extérieur de cet édifice est mise au jour lors de fouilles en 2012. S'il s'avère que l'édifice de spectacles d'Anderitum est un théâtre-amphithéâtre et non un amphithéâtre à cavea complète, cette situation n'est pas inédite : d'autres capitales de civitates ont adopté la même disposition (Vieux, Jublains) ; toutefois, le peu d'indices disponibles rapprocherait plutôt l'édifice d'Anderitum du théâtre de Lillebonne.
Sa construction peut remonter à la seconde moitié du Ier siècle. Dans la seconde moitié du IIIe siècle, il est détruit, au moins dans ses parties supérieures, ou est réaffecté à un usage civique : la borne milliaire dédicacée à l'empereur Postume (CIL XIII, 8883) occupe le centre de son arène.

#### Thermes
Deux complexes thermaux, certainement publics en raison de leurs grandes dimensions, sont attestés à Anderitum. Les installations balnéaires privées sont inconnues au regard des dernières études.
Les thermes de l'ouest sont connus depuis le milieu du XIXe siècle. À l'époque des fouilles, 43 pièces sont signalées, mais il est possible que plusieurs états successifs se superposent et que le nombre de ces pièces soit en réalité plus restreint. Une piscine froide et une salle chauffée par hypocaustes sont toujours identifiables. Les fouilles du XIXe siècle font état de l'alimentation par plusieurs aqueducs, assez imprécisément localisés, mais aucune observation récente n'en a retrouvé trace.
Les thermes de l'est sont découverts dans le cadre du programme collectif de recherches. L'établissement, orienté sur le quadrillage de la ville et non sur la rivière voisine, est certainement mis en place vers le milieu du Ier siècle puis remanié à plusieurs reprises jusqu'au IIe siècle ; il comprend plusieurs salles faisant partie du plan habituel des thermes romains : frigidarium, tepidarium, caldarium et praefurnium. L'abside de sa piscine froide s'appuie sur les blocs des « quais ». L'alimentation en eau est assurée par un puits et sans doute par le Triboulin.

#### Autres aménagements publics
En bordure du cardo oriental de la ville, la façade et l'entrée monumentale d'un édifice non identifié sont mises au jour. S'il n'est pas possible de déterminer quelle était la fonction de ce bâtiment — la schola d'un collège est une hypothèse avancée — son statut d'édifice public ne fait guère de doute.
Le système d'alimentation en eau d'Anderitum est mal connu. La présence de plusieurs aqueducs est toutefois supposée, l'un venant de la colline du Cros située au nord-ouest, un autre arrivant de l'est (l'Oustal Neuf) au niveau des thermes, sans obligatoirement y être relié et une canalisation se dirigeant vers la ville depuis le sud-ouest. Une fontaine publique au croisement de deux voies dans le centre monumental pourrait être alimentée par le premier de ces aqueducs. Au moins sept puits, dont la profondeur est estimée entre 3 et 7 m — la nappe phréatique, peu profonde, est d'un accès facile — sont découverts. Il est possible que les puits, le captage de sources très proches de la ville et le prélèvement direct dans le Triboulin constituent les principales ressources en eau,. Plusieurs égouts, dont le fond est composé de dalles de schiste ou de tegulae et les parois de pierre disposées verticalement, sont identifiés ou supposés en divers points de l'agglomération (édifice de spectacles, centre monumental).
La présence de structures destinées au stockage des denrées alimentaires est une nécessité. Un bâtiment, mal caractérisé, parallèle à l'aménagement occidental de la rive du Triboulin et construit sans doute vers le milieu du Ier siècle, serait susceptible de remplir cette fonction d'horrea, la présence d'une ou plusieurs pièces chauffées par hypocaustes n'étant pas obligatoirement incompatible avec ce statut.

### Habitats privés
Des vestiges d'habitations privées sont identifiés en plusieurs points d'Anderitum, aussi bien dans le centre à la voirie organisée que dans les secteurs plus éloignés. Même si les vestiges retrouvés sont rares, il faut supposer que les hivers rigoureux de l'Aubrac ont entraîné l'installation du chauffage par hypocaustes ou par foyers muraux dans des pièces d'habitations qui s'en dispenseraient sous d'autres climats. Les murs des habitations privées se composent généralement de deux parements en petit appareil de granite avec, assez rarement, des lits de tuiles (opus mixtum) enserrant un blocage interne de très faible épaisseur ; de grands blocs de granite, sans doute récupérés sur place lors de la construction, sont fréquemment inclus à la maçonnerie. Les toitures sont certainement en tuiles ou en matériaux périssables (chaume, bardeaux de bois) ; les couvertures en lauze de schiste sont inconnues à cette époque.
Dans trois situations, les éléments sont assez nombreux pour reconstituer des domus, deux dans le « centre-ville » et une en-dehors ; elles ont d'ailleurs fait l'objet de fouilles approfondies, voire complètes.

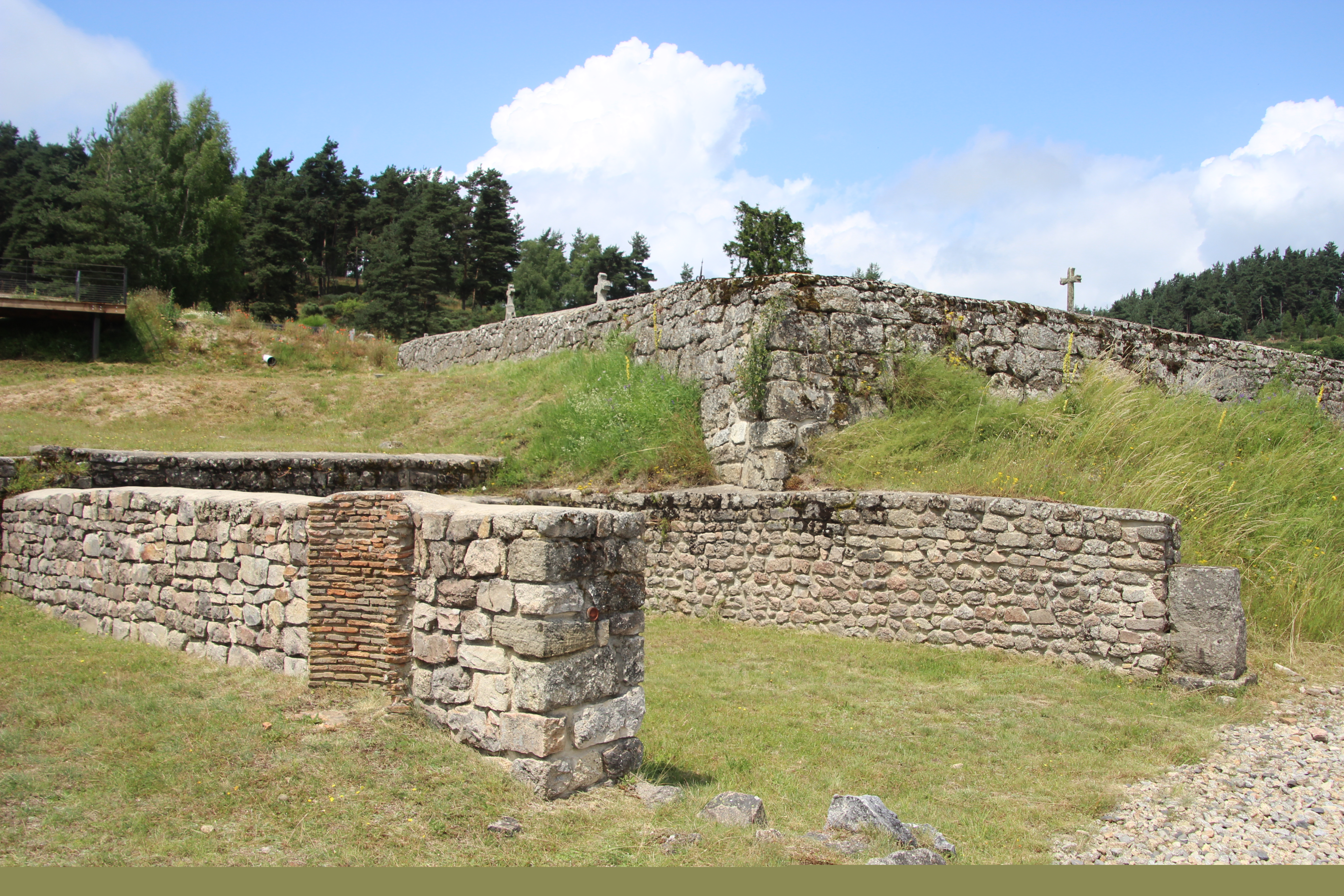
Boutiques de la « domus Peyre ».

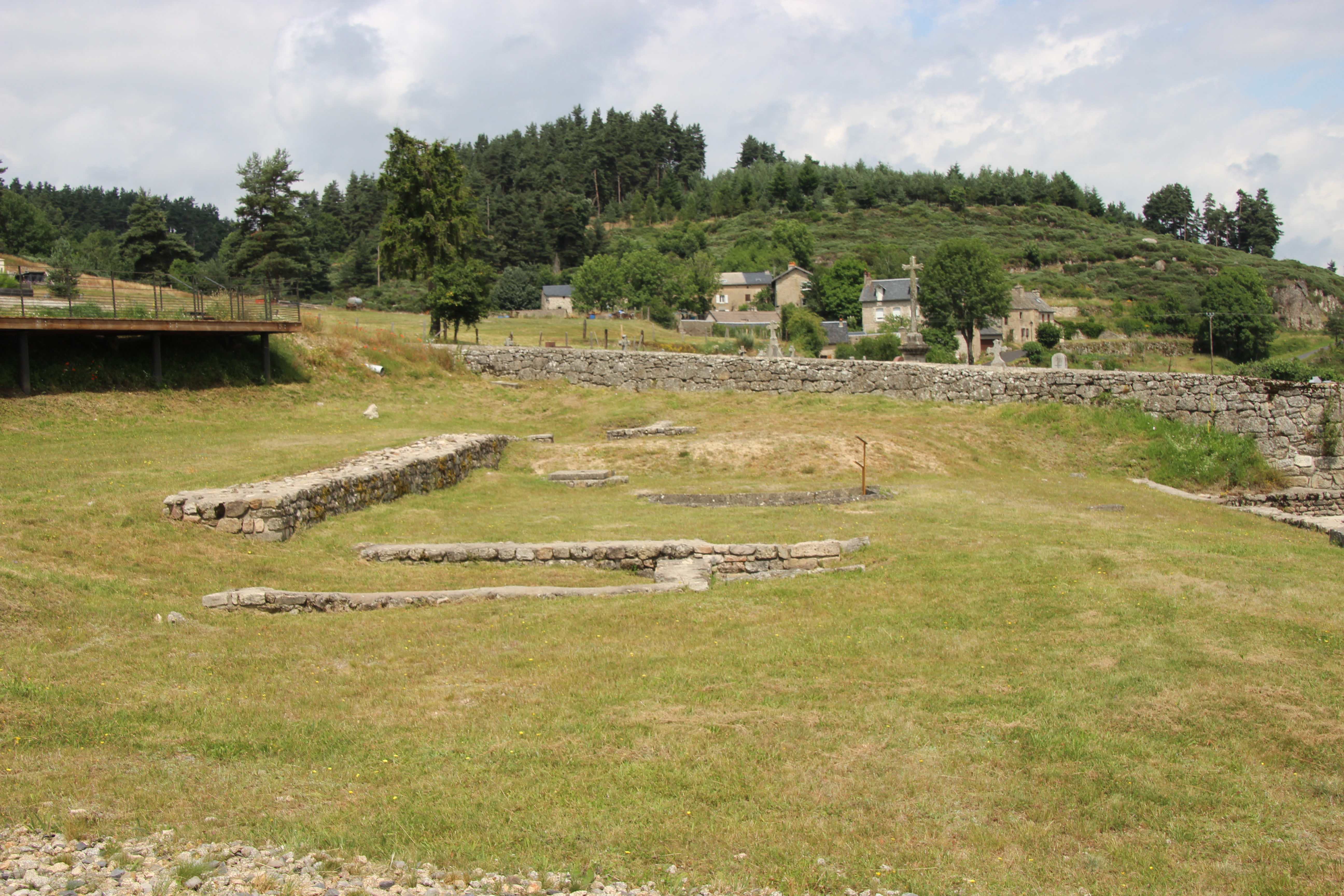
Vestiges de la « domus Peyre ».

Au carrefour d'un cardo et d'un decumanus, au sud du cimetière actuel, un vaste ensemble organisé en trois ou quatre bâtiments, certains en terrasses, autour d'une cour centrale, avec un bassin sur l'un des côtés et sans doute des boutiques ouvertes sur le decumanus, constituent la « domus Peyre », du nom de l'abbé Pierre Peyre, chargé de recherches au CNRS, qui fouille ce secteur dans les années 1970, sans toutefois identifier les vestiges découverts. La construction a lieu vers le milieu du Ier siècle et connaît plusieurs états successifs avant une destruction au début du IIIe siècle.
Dans la partie nord de la zone densément urbanisée, une grande maison dispose de nombreux équipements de confort : plusieurs fours, un foyer, un système complexe de drainage et d'évacuation des eaux. Un premier état de construction semble précoce (période augustéenne) ; il est suivi de plusieurs réfections avec un probable incendie au IIIe siècle. Au Bas-Empire, seul un bâtiment modeste est reconstruit.
Sur la rive droite du ruisseau, à 200 m au sud de l'édifice de spectacles, plusieurs bâtiments semblent organisés autour d'une cour centrale, un corps de bâtiment étant construit sur une terrasse aménagée en taillant le substrat granitique. Les édifices peuvent appartenir à une seule ou à deux domus. La construction et les remaniements du complexe s'étalent du début du Ier siècle au début du IIIe siècle.

### Lieux de culte et nécropoles

#### Cultes privés attestés mais sanctuaires publics à découvrir

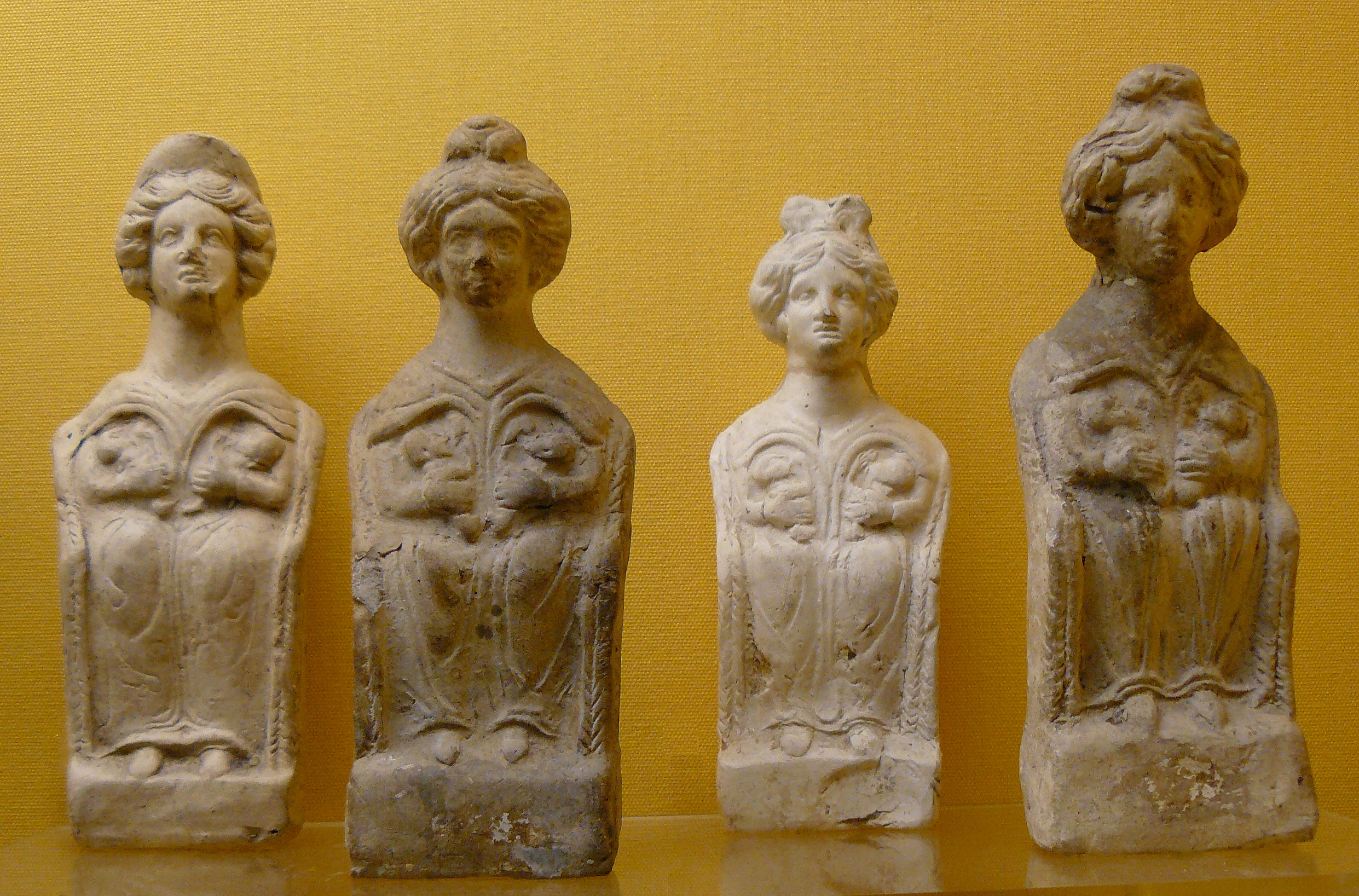
Type « déesse mère allaitant deux enfants ».

Les recherches, anciennes comme récentes, ne permettent de localiser aucun sanctuaire ou temple de manière certaine pour la période où Anderitum est la plus active. Plusieurs hypothèses sont émises sur la localisation de temples ou de sanctuaires : à l'emplacement du cimetière moderne, au centre du forum, dans la basilique, mais aucune ne repose sur des données archéologiques fiables. Au sommet de la colline du Barry toutefois, au sud du site, une construction laténienne à laquelle succèdent des dépôts votifs au Ier siècle av. J.-C. pourrait indiquer la présence ou la proximité d'un sanctuaire. Une statue figurant le dieu Sylvain-Sucellus est trouvée dans les fouilles à la fin des années 1960, mais fort probablement pas à l'emplacement où elle était érigée à l'origine ; faite de grès rouge extrait à Saint-Alban-sur-Limagnole, elle est découverte brisée mais, une fois reconstituée, elle mesure 1,76 m de haut. Sylvain-Sucellus, pourrait être, à Anderitum, le patron des artisans du bois et des tonneliers ou des marchands de vin ; l'amphore et le tonneau figurant sur la statue accréditent cette hypothèse. De nombreuses figurines en terre cuite ocre ou blanche, représentant principalement des Vénus ou des déesses mères — l'une d'elles, bien conservée, sauf la tête, représente la déesse allaitant deux enfants selon un type courant — sont sans doute fabriquées localement ou importées de la péninsule ibérique entre le Ier et le début du IIIe siècle. Elles sont retrouvées principalement dans des dépôts de comblement tardifs (Bas-Empire ou Haut Moyen Âge) et témoignent de l'existence de cultes domestiques à Anderitum.

#### Nécropoles aux limites de la ville
Deux nécropoles sont identifiées pour le Haut-Empire à Anderitum. Elles semblent dater du milieu du Ier siècle ou un peu après. Les sépultures qui les composent proviennent principalement d'incinérations accompagnées d'urnes funéraires, mais comportant aussi quelques inhumations. Elles se situent au nord-ouest et au nord-est de la ville, en-dehors de la zone urbanisée, en bordure ou à proximité d'une possible « déviation » de la voie de Lyon à Rodez. Leur découverte assez récente (2001-2002) confirme les hypothèses sur la limite nord de la ville déjà posées avant leur identification. Un cippe dédié à la mémoire d'« Albinus Senator » (CIL XIII, 1558) provient sans doute d'Anderitum mais le lieu exact de sa découverte est inconnu, de même que sa datation.
C'est au sud-ouest de l'agglomération qu'une nécropole à inhumations en caissons de pierre est trouvée, utilisée du milieu du IVe siècle au VIe ou VIIe siècle tandis qu'une autre, vraisemblablement liée à la première église de Javols, voit le jour près des thermes de l'ouest pendant le Haut Moyen Âge ; elle est presque exclusivement composée d'inhumations en pleine terre,.

### Artisanat et commerce

#### Activités de production

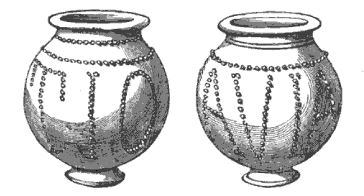
Vases antiques trouvés au nord-ouest de Javols (1813).

Les activités artisanales identifiées à Anderitum semblent assez réduites, sinon en nombre, du moins en importance. Le travail simple du plomb est attesté. Des scories ferreuses montrent une activité sidérurgique mais, le minerai de fer ne se trouvant pas dans les environs, il s'agit sans doute d'une préparation finale avant l'emploi. La métallurgie des alliages de cuivre semble être plus importante dans la vie économique de la ville : deux ateliers de bronziers sont mis en évidence dans le centre d'Anderitum. Le travail du bois (statuettes, tonneaux) a certainement une grande part dans l'activité de la ville, comme en témoignent les outils retrouvés, les ustensiles, les déchets de taille mais aussi la présence de la statue de Sylvain-Sucellus. Un atelier de bijoutier-joaillier produisant entre autres des intailles est identifié en zone péri-urbaine. La fabrication de céramiques grises communes et de tuiles se limite probablement aux besoins immédiats de la ville. De manière assez surprenante, les indices d'une activité textile sont très rares.
Plusieurs meules, souvent en pierre de Volvic extraite dans le Cantal, sont retrouvées. La plupart, de petite taille, sont destinées à des usages domestiques mais certaines autres, de plus grandes dimensions, ne pouvaient être mues que par un animal ou un système hydraulique : peut-être s'agit-il de meules de boulangers,. L'activité de boucherie n'est pas attestée mais elle est probable (ossements jetés ou travaillés en accessoires de tabletterie).

#### Échanges commerciaux

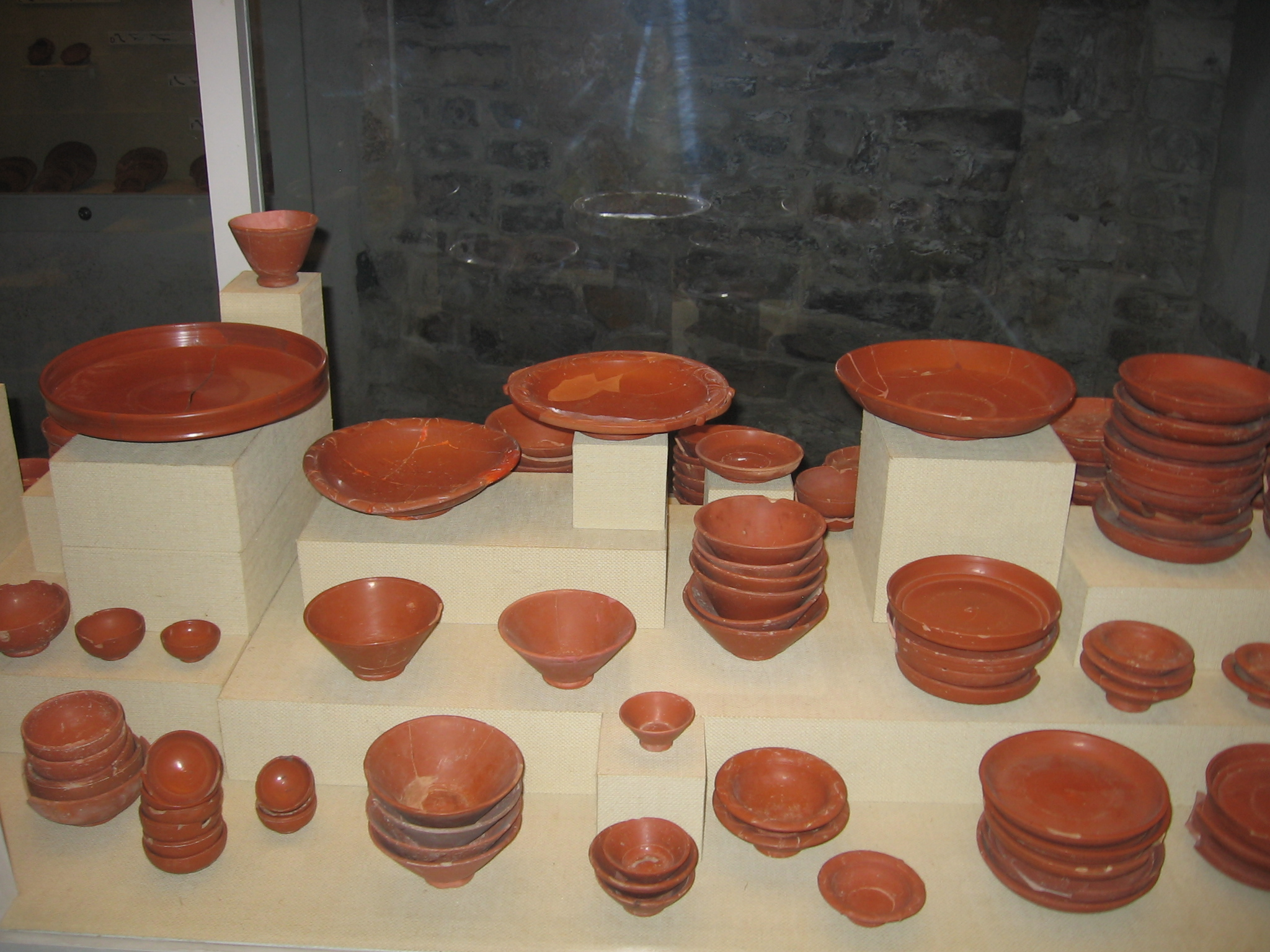
Céramique sigillée type de La Graufesenque.

Les importations de céramique sont massives et, à partir du Ier siècle, ce sont surtout les ateliers du sud de la Gaule, au premier rang desquels ceux de La Graufesenque, qui sont les pourvoyeurs d'Anderitum ; une tradition locale mentionne qu'une voie reliait La Graufesenque à Banassac et Javols. À partir de 160-170 cependant, la ville semble se tourner vers des productions plus régionales (Rutènes, Gabales) mais l'atelier, pourtant important et proche, de céramique sigillée de Banassac ne semble pas profiter de cette mutation : ses productions sont inconnues à Anderitum.
Le granite constitue, avec l'arène granitique issue de son altération et la granulite, le principal matériau de construction des bâtiments et des équipements de la ville. Si ces roches sont majoritairement d'extraction locale, il est fait appel, notamment pour les éléments de décoration, à des ressources plus éloignées : grès de Margeride, schiste des Cévennes, calcaire des Causses, porphyres du Djebel Dokhan (région d'Hurghada, Égypte) ou du Péloponnèse (Grèce), marbre jaune antique de Chemtou (Tunisie), marbres de Synnada (Turquie), de Carrare (Italie) ou du Morvan.

Amphore Dressel 2-4 (atelier de Mougon).

Les denrées alimentaires approvisionnant Anderitum sont variées. Plus de 350 amphores sont retrouvées ou reconstituées à Anderitum ; 40 % d'entre elles (des Dressel 2-4 en majorité) sont destinées à transporter du vin gaulois mais d'autres provenances sont attestées : Espagne, Italie, Rhodes. Des contenants pour l'huile, l'alun, le garum et les fruits de mer et les huîtres en salaison, bien qu'en faible proportion, sont aussi identifiés. Différentes céréales (blé, orge, avoine) ou des légumineuses (pois, lentilles, féveroles) parviennent également sur le site. La consommation de pignons de pin est avérée. Les viandes de bœuf, mouton, chèvre et porc ainsi que les volailles sont également consommées, mais il est difficile de faire la part de la production locale.